# Когали (Хобдинський район)
Когали́ (каз. Қоғалы) — село у складі Хобдинського району Актюбінської області Казахстану. Входить до складу Согалинського сільського округу.
Населення — 158 осіб (2021; 231 у 2009, 270 у 1999, 329 у 1989).